# Michael Molina
Michael Molina (ur. 1 marca 1986 w Cognac) – francuski wioślarz.

## Osiągnięcia
- Mistrzostwa Świata Juniorów – Banyoles 2004 – czwórka podwójna – 5. miejsce[1].
- Mistrzostwa Świata U-23 – Amsterdam 2005 – dwójka podwójna – 5. miejsce[1].
- Mistrzostwa Świata U-23 – Hazewinkel 2006 – czwórka podwójna – 6. miejsce[1].
- Mistrzostwa Świata U-23 – Glasgow 2007 – czwórka podwójna – 2. miejsce[1].
- Mistrzostwa Europy – Poznań 2007 – czwórka podwójna – 8. miejsce[1].